# Aloe jibisana
Aloe jibisana är en grästrädsväxtart som beskrevs av Leonard Eric Newton. Aloe jibisana ingår i släktet Aloe och familjen grästrädsväxter. Inga underarter finns listade i Catalogue of Life.